# Прапор Британської Південно-Африканської компанії

Прапор Британської Південно-Африканської компанії

Прапор Британської Південно-Африканської компанії був прапором, який використовувався Британською Південно-Африканською компанією (BSAC) і Родезією під керівництвом компанії. Він був прийнятий у 1892 році і використовувався до 1923 року, коли південь Родезії проголосував за те, щоб стати Південною Родезією, а північ було передано Управлінню колоній, щоб стати Північною Родезією. Прапор залишався комерційним прапором компанії до 1965 року. Прапор складався з прапора Британського Союзу з логотипом компанії у вигляді лева та бивня на білому колі в центрі з «BSAC» під ним.

## Історія
Британська південноафриканська компанія на чолі з Сесілом Роудсом отримала королівську грамоту від королеви Вікторії на створення нової британської колонії в Африці. Перша колона BSAC вирушила й заснувала Солсбері в 1890 році. Прапор BSAC, який вони замовили виготовити, не дістався до Південної Африки з Англії вчасно. У результаті замість нього було піднято прапор Союзу, хоча було запропоновано використовувати білий прапор із літерами «BSACo».  Прапор BSAC зрештою прибув до новоствореної Родезії в 1892 році і вперше був піднятий над фортом Солсбері.  У 1893 році він був піднятий над Булавайо, після завоювання компанією Матабелеленду.  
У 1922 році виборці Родезії проголосували на урядовому референдумі Південної Родезії за відповідальний уряд, незалежний від BSAC перед приєднанням до Південно-Африканського Союзу.  Варіант залишення під контролем BSAC розглядалося, але зрештою не був включений до остаточного голосування. Таким чином, прапор BSAC був спущений 29 вересня 1923 року британською поліцією Південної Африки, коли колонія отримала новий статус як Південна Родезія, коли прапор Союзу став єдиним офіційним прапором.  Однак існує припущення, що він зберігався губернатором Південної Родезії як прапор губернатора приблизно до 1931 року.  Те ж саме сталося в тому, що стане Північною Родезією, де BSAC передав свою роль у колонії Управлінню колоній за наказом Таємної ради Його Величності.  Незважаючи на те, що прапор втратив свій статус колоніального прапора, BSAC продовжував використовувати як прапор своєї приватної компанії, і вони вивішували його над своїми офісами в Лондоні та на Родезії.  Це тривало до 1965 року, коли Британська південноафриканська компанія об’єдналася з Англо-американською корпорацією. 

## Аномалії

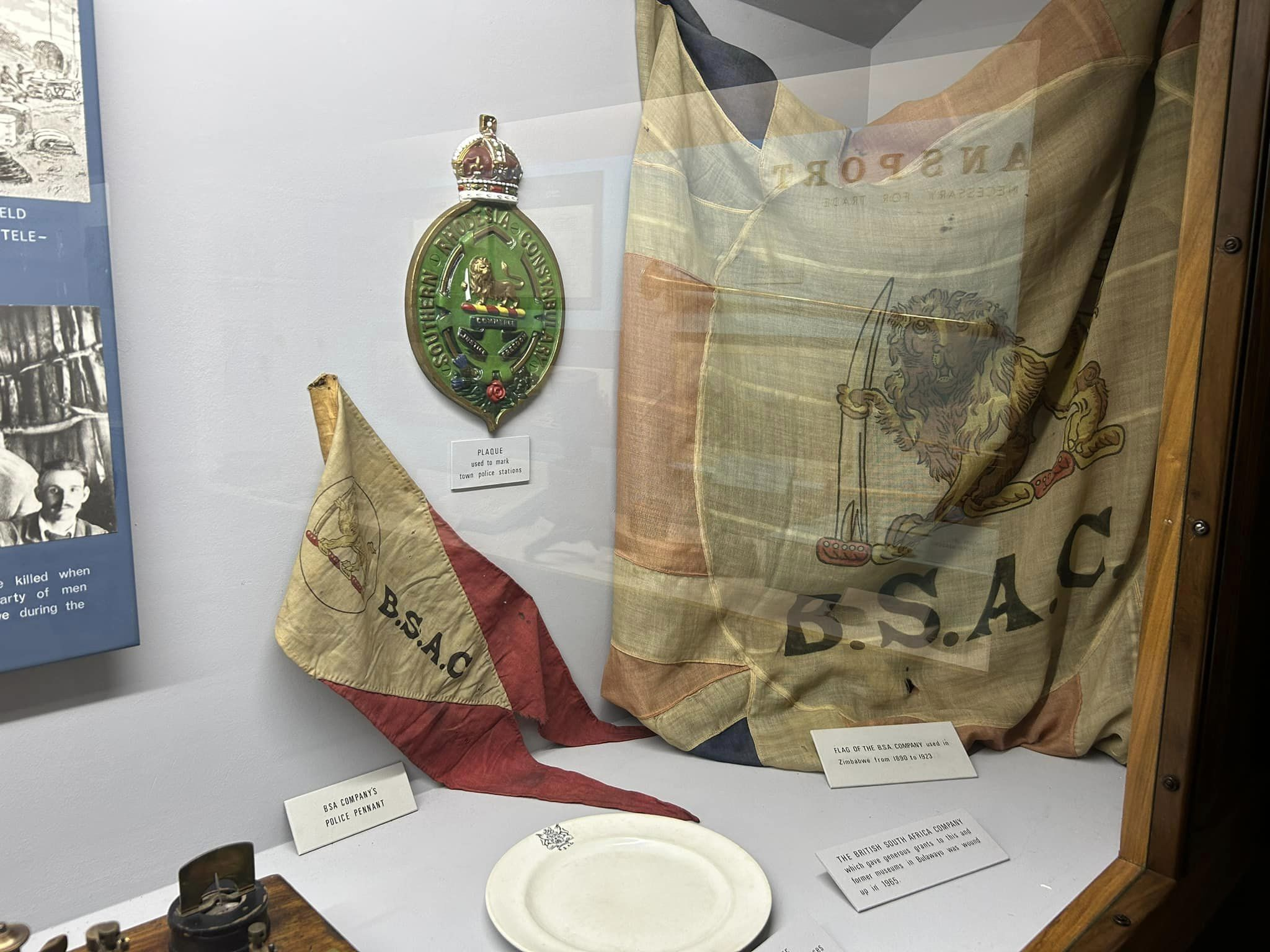
Прапор BSAC у Музеї природної історії в Булавайо

Прапор Британської Південно-Африканської компанії не мав офіційного опису чи визначення в Королівській хартії, тому дизайн прапора не стандартизований.  Найпоширенішою дискусією було те, чи є червоне кільце навколо білого диска. Версії прапора, які зберігаються в Національному архіві Зімбабве (включно з останнім прапором, який майорів над магістратським судом у Булавайо), не містять кільця.  Але версії, які зберігаються Музеєм Британської національної армії та Музеєм Лівінгстона в Замбії, мають.   Повідомлялося, що версія з червоним кільцем використовувалася з 1889 року, а версія без кільця почала використовуватися в 1893 році.   Були також дискусії щодо того, чи має на основі прапор червоний чи синій прапори.